# Bodianus
Bodianus är ett släkte av fiskar. Bodianus ingår i familjen läppfiskar.

## Bildgalleri

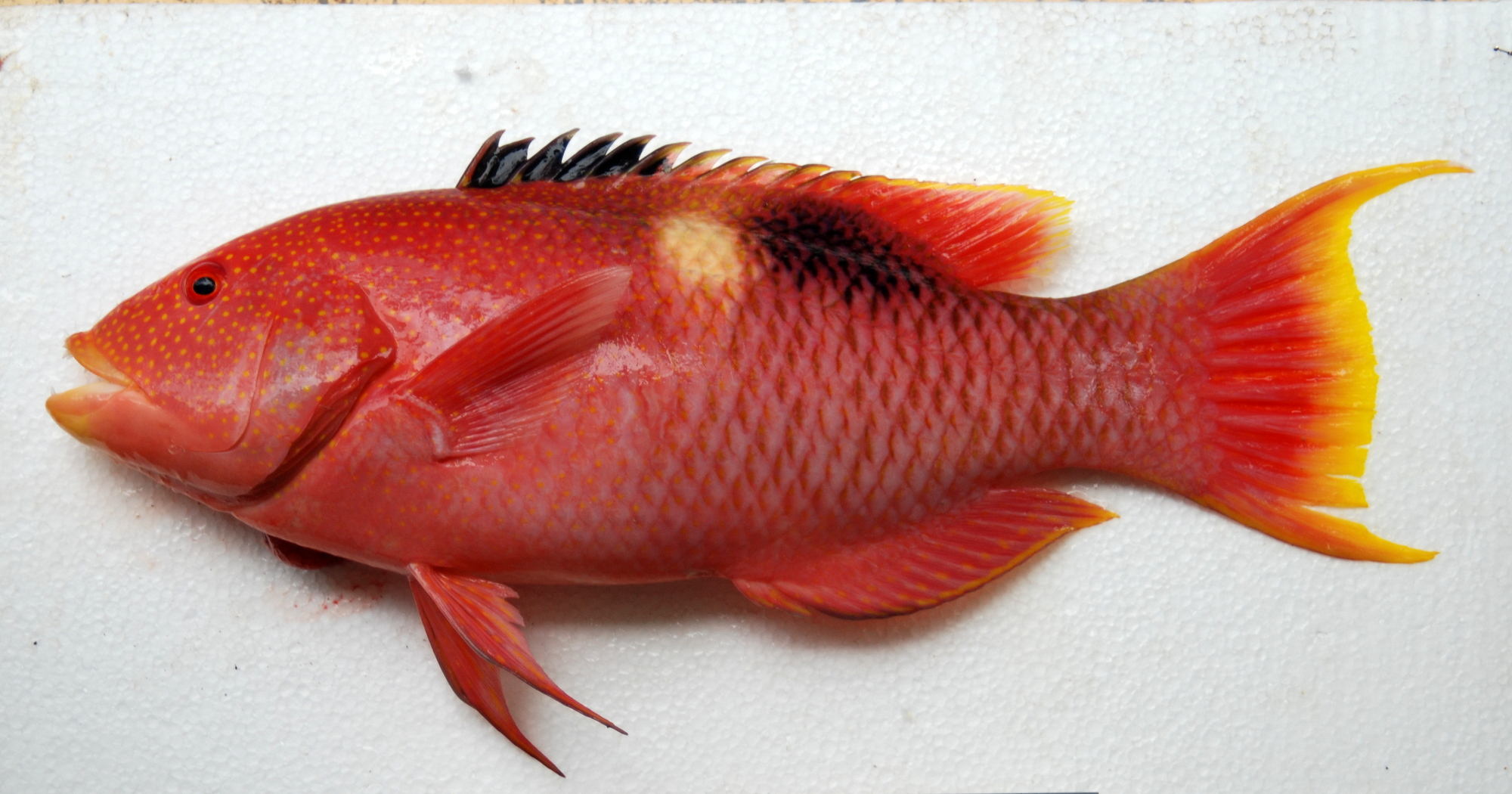
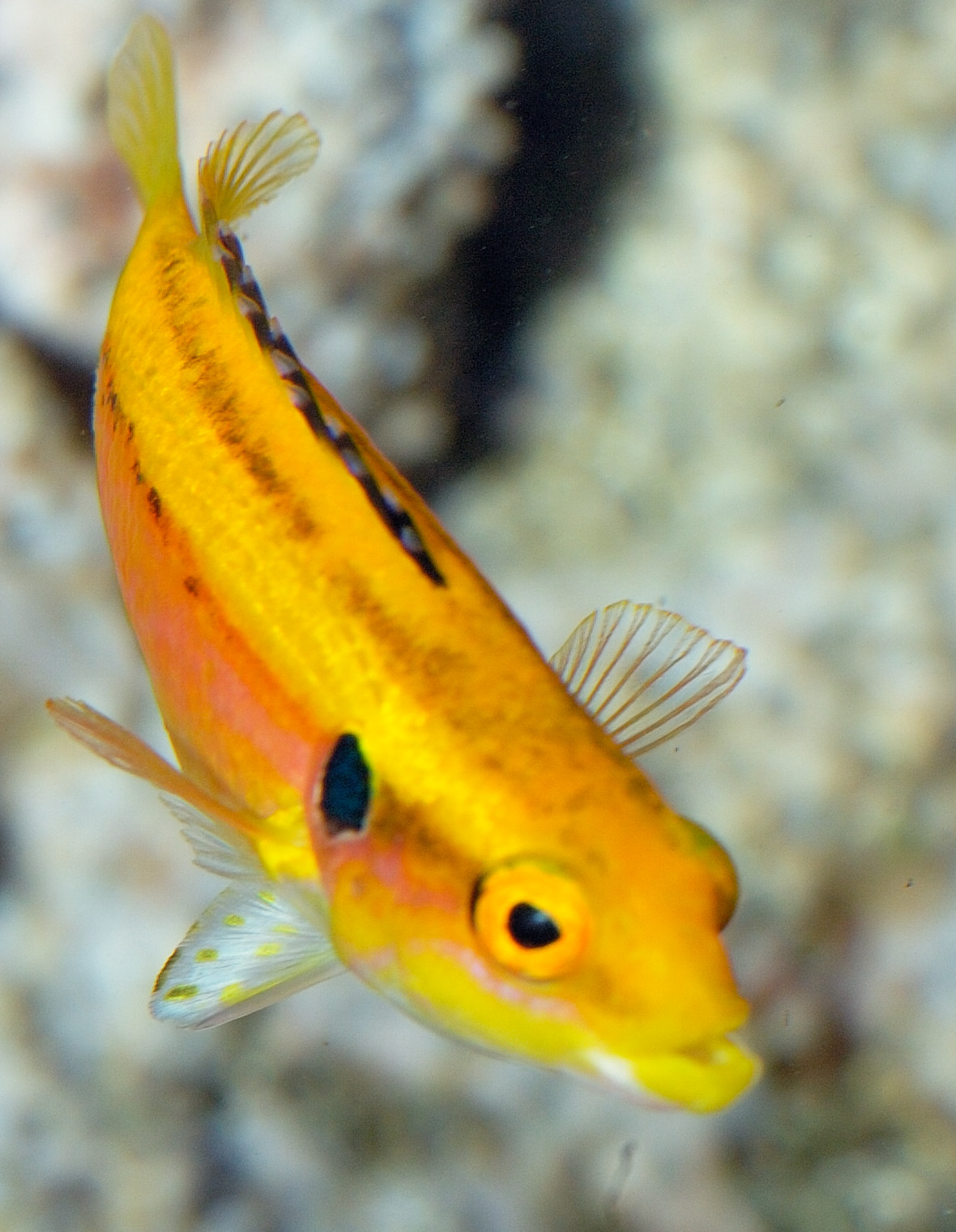
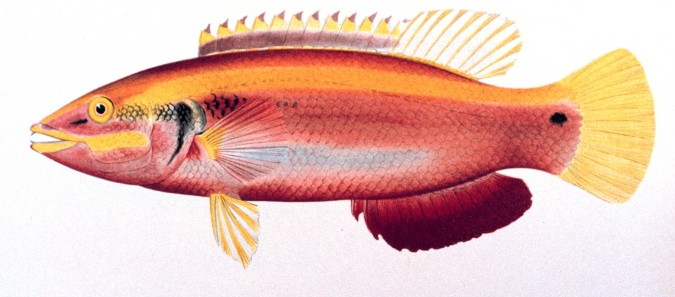
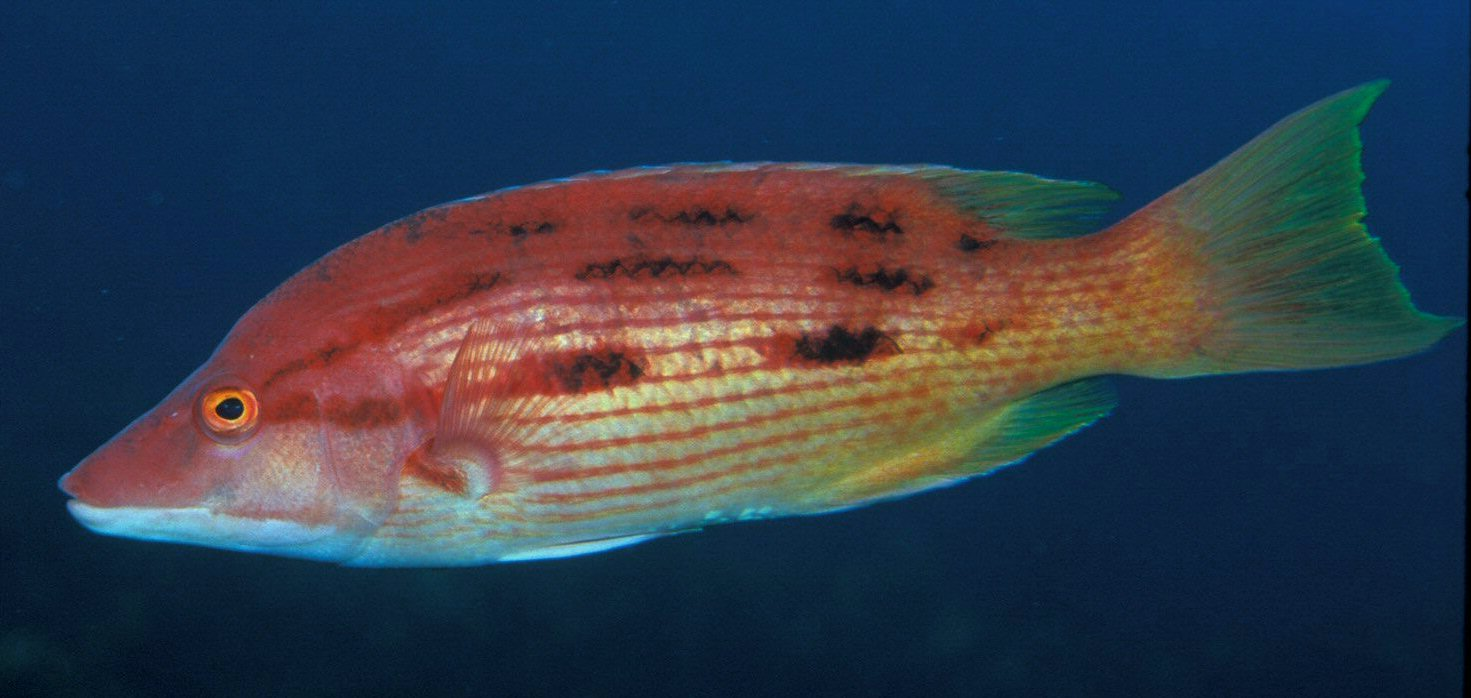
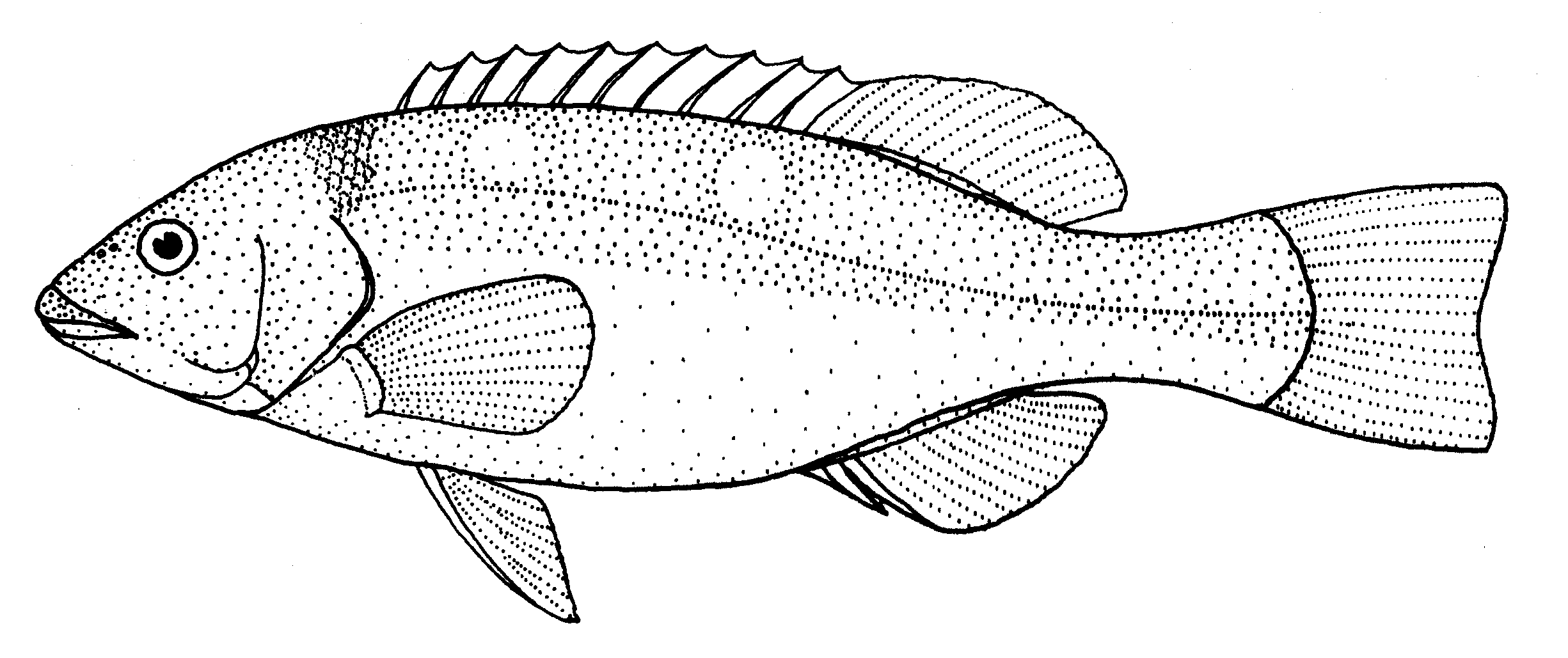
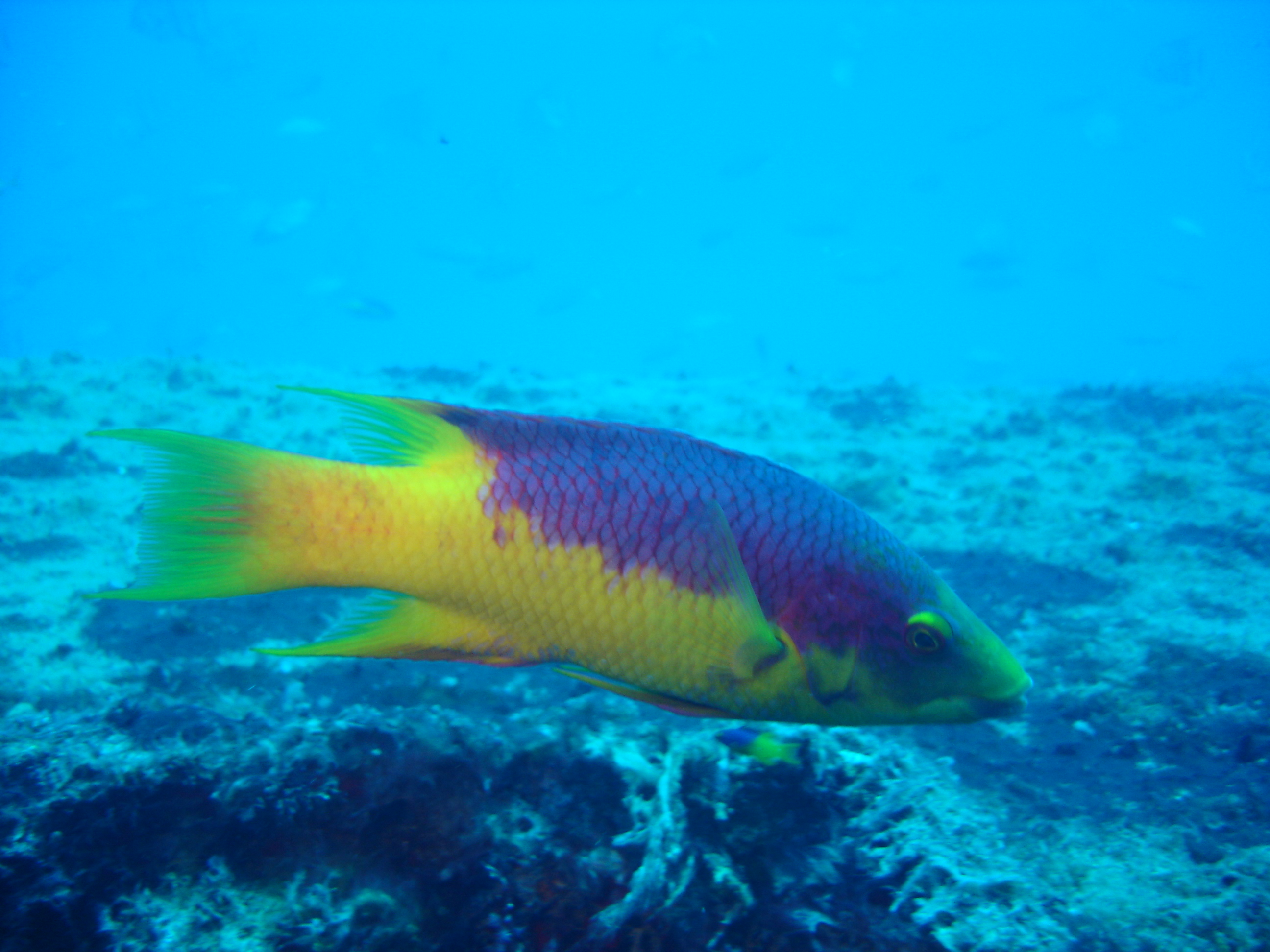
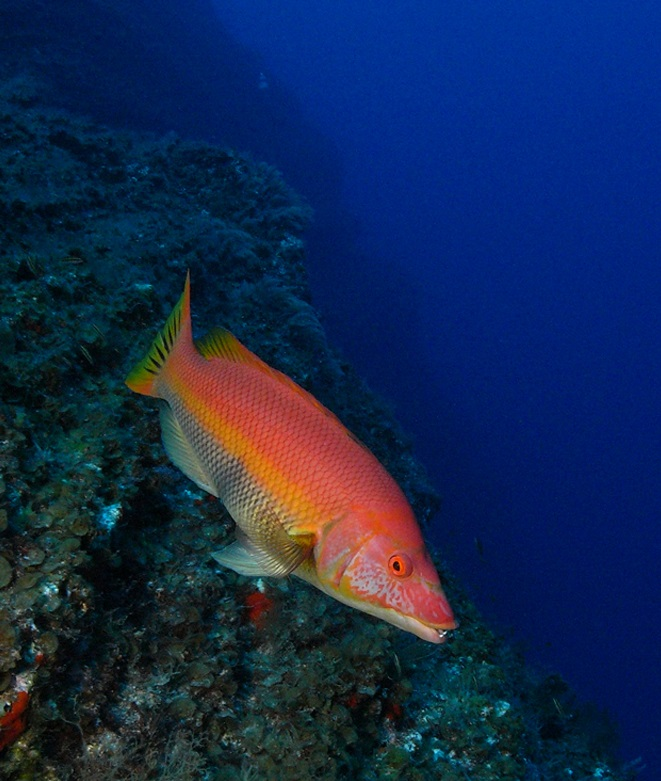

## Dottertaxa tillBodianus, i alfabetisk ordning[1]
- Bodianus anthioides
- Bodianus axillaris
- Bodianus bathycapros
- Bodianus bilunulatus
- Bodianus bimaculatus
- Bodianus busellatus
- Bodianus cylindriatus
- Bodianus diana
- Bodianus dictynna
- Bodianus diplotaenia
- Bodianus eclancheri
- Bodianus flavifrons
- Bodianus flavipinnis
- Bodianus frenchii
- Bodianus insularis
- Bodianus izuensis
- Bodianus leucosticticus
- Bodianus loxozonus
- Bodianus macrognathos
- Bodianus macrourus
- Bodianus masudai
- Bodianus mesothorax
- Bodianus neilli
- Bodianus neopercularis
- Bodianus opercularis
- Bodianus oxycephalus
- Bodianus paraleucosticticus
- Bodianus perditio
- Bodianus prognathus
- Bodianus pulchellus
- Bodianus rubrisos
- Bodianus rufus
- Bodianus sanguineus
- Bodianus scrofa
- Bodianus sepiacaudus
- Bodianus solatus
- Bodianus speciosus
- Bodianus tanyokidus
- Bodianus thoracotaeniatus
- Bodianus trilineatus
- Bodianus unimaculatus
- Bodianus vulpinus